# Myslava
Myslava (in ungherese Miszlóka, in tedesco Deutschendorf) è un quartiere, con autonomia a livello di comune, della città di Košice, capoluogo della regione omonima della Slovacchia, facente parte del distretto di Košice II.